# YouTube Shorts

Biểu trưng của YouTube Shorts.

YouTube Shorts là một nền tảng chia sẻ video dạng ngắn do YouTube cung cấp. Nền tảng này lưu trữ nội dung người dùng giống như dịch vụ chính của YouTube, nhưng giới hạn khi có độ dài khoảng 60 giây. Kể từ khi ra mắt, YouTube Shorts đã tích lũy được hơn 5 nghìn tỷ lượt xem.

## Khái quát
YouTube Shorts trên YouTube giống như TikTok. Nó cho phép người dùng đăng tải các video dài từ 15 đến 60 giây, do người dùng tạo ở chế độ dọc còn được gọi là video dọc. Nó cho phép người dùng thêm nhạc và phụ đề được cấp phép. Người xem thì sẽ được cuộn qua vô số video. YouTube Shorts cung cấp khả năng chỉnh sửa và khả năng tương tác với người xem bằng cách trả lời nhận xét bằng các video bổ sung. Mặc dù chủ yếu nhằm mục đích xem trên điện thoại thông minh, YouTube Shorts vẫn có thể được xem trên máy tính và máy tính bảng bằng cách nhập #Shorts vào thanh tìm kiếm của YouTube.

## Lịch sử
YouTube Shorts được phát hành dưới dạng beta ở Ấn Độ vào tháng 9 năm 2020, sau lệnh cấm TikTok của Ấn Độ. Vào tháng 3 năm 2021, nó được phát hành dưới dạng bản beta ở Hoa Kỳ. Nó được phát hành toàn cầu vào tháng 7 năm 2021, sau khi phát hành ở nhiều quốc gia khác nhau.
YouTube thuộc sở hữu của Google sẽ ra mắt ứng dụng video dạng ngắn Shorts trên nền tảng TV thông minh có tên YouTube TV.

## Chi trả cho người sáng tạo
Vào tháng 5 năm 2021, YouTube đã công bố quỹ YouTube Shorts, một hệ thống trong đó những người sáng tạo Shorts hàng đầu có thể được trả tiền. YouTube giải thích đây là một cách để "kiếm tiền và thưởng cho người sáng tạo cho nội dung của họ" và đó sẽ là "quỹ 100 triệu đô la được phân phối trong suốt giai đoạn 2021-2022", tương tự như quỹ người sáng tạo trị giá 1 tỷ đô la của TikTok. YouTube nói với The Hollywood Reporter rằng quỹ này "chỉ là một điểm dừng cho đến khi YouTube phát triển một công cụ hỗ trợ và kiếm tiền lâu dài cho những người sáng tạo dạng ngắn sẽ được mô phỏng theo, nhưng khác với Chương trình Đối tác của YouTube". Khi quỹ được phát hành vào tháng 8 năm 2021, YouTube đã gửi lời mời đến hơn 3000 người sáng tạo, cung cấp từ $100 đến $10.000 một tháng.
Vào năm 2023, những người sáng tạo tập trung vào việc tạo ra các video ngắn hiện có thể đăng ký Chương trình Đối tác YouTube khi kênh của họ đạt 1000 người đăng ký và 10 triệu lượt xem Shorts trong khoảng thời gian 90 ngày.

## Tranh cãi

### Video "đạo nhái" từ TikTok
Vào tháng 1 năm 2022, một nghiên cứu cho thấy những "kẻ trộm" đã sử dụng các video trên TikTok để đăng lại trên YouTube Shorts, thu hút hàng triệu lượt xem. Họ đã ghim các nhận xét về các video được đăng lại của có chứa các liên kết thương mại, tạo ra tiền trên cơ sở giá mỗi hành động hoặc giá mỗi khách hàng.